# SS Łódź (1907)
SS Łódź – statek towarowo-pasażerski kupiony w 1929 roku przez polsko-brytyjską spółkę armatorską „Polbryt” (75% udziałów kapitału polskiego) od angielskiego armatora Ellerman & Wilson Line dla obsługi pierwszego etapu transoceanicznych emigranckich szlaków z Polski przez porty Wielkiej Brytanii (do tej pory tylko przez porty niemieckie), między innymi do Ameryki Północnej.
Inicjatorem tego przedsięwzięcia była Rada Ministrów, która kierowała nim krajową falę emigracji przez jedyny podówczas polski port morski, budowaną od 1924 roku Gdynię. Dla tego celu utworzono przedsiębiorstwo żeglugowe „Polbryt”.
Kupiono 4 statki, w tym dwa zbudowane na początku XX wieku. Były to: dwa niemal identyczne SS Rewa (200 pasażerów) i SS Łódź (200 emigrantów + kilkanaście w kabinach) oraz SS Warszawa (322 pasażerów) i SS Premjer (450 pasażerów).
Te statki w swojej koncepcji przewozu ludzi wyprzedzały rozwiązania w tym zakresie o około 15 lat. Na typowych statkach handlowych, w ładowniach, na ich międzypokładach, urządzano prymitywne sypialnie, jadalnie i umywalnie. Na tych statkach pozostawiono niewielkie chłodzone ładownie (na „Łodzi” ok. 550 m³) dla równoczesnego transportu do Wielkiej Brytanii polskiego masła i wędlin. Pasażerowie z tych statków przesiadali się w Hull i Londynie na brytyjskie transatlantyki, aby nimi dopłynąć (przede wszystkim III klasą, najtańszą) do Ameryki Północnej.
Pierwszym dowódcą Łodzi – krótko – był kpt. Mieczysław Burhardt (wcześniej pierwszy dowódca transportowca Mar. Wojennej „Warta”). Po nim dowództwo objął kpt. Albert Turżański (1874–1935) i pozostał na niej do czasu sprzedania statku Marynarce Wojennej.
SS Łódź była pierwszym statkiem pod polską banderą, który miał radionamiernik.
W kilka lat po powstaniu „Polbrytu”, w roku 1931, Stany Zjednoczone Ameryki obcięły kwoty imigracyjne, tym samym przedsięwzięcie to straciło rację bytu.
SS Łódź, jako najstarszy statek armatora, musiała odejść. W październiku 1932 r. kupiła ją Marynarka Wojenna z przeznaczeniem na bazę flotylli okrętów podwodnych. Pod nazwą ORP Sławomir Czerwiński jednostkę używano do 1938 roku, kiedy ją zezłomowano.
Dowódcą ORP Sławomir Czerwiński był kmdr por. Mieczysław Burhardt.